# Outline VPN
Outline VPN是一个自由及开放源代码软件，用于在多个云服务上快速部署Shadowsocks服务器。该软件还包括多平台的客户端软件。 Outline是由Google创建的技术孵化器Jigsaw开发的。
Outline Server不僅可以在私人伺服器中使用，也可以在包括DigitalOcean、Rackspace、Google雲端平台和Amazon EC2在等雲服務上安裝使用。安装時可用命令行或圖形界面（僅限DigitalOcean）。

## 組成
Outline由3個主要的部分組成：
- Outline Server充當代理服务器，並在客戶端和他們想要訪問的站點之間作爲中繼連接。Outline Server基於Shadowsocks，並提供了一個REST API，讓Outline Manager管理伺服器。
- Outline Manager是一個圖形應用程序，用於部署和管理對Outline Server的訪問，Outline Manager支持Windows、macOS和Linux。
- Outline Client則是客戶端通過Outline伺服器連接到互联网，Outline Client支持Windows、macOS、Chrome OS、Android和iOS。

## 安全和隱私
Outline使用Shadowsocks協議在客戶端和伺服器之間的通信，對流量使用IETF ChaCha20流密码（256位元密鑰）進行加密，並使用IETF Poly1305身份驗證器進行身份驗證。
Outline是自由及开放源代码软件，根據Apache许可证 2.0許可，並由Radically Open Security審核，同時也聲稱不會記錄用戶的網絡流量。Outline Server支持無人值守升級。
Outline不是一個匿名工具，它沒有提供與Tor相同程度的匿名保護（Tor通過三個躍點而不僅僅是一個路由流量，並且還可以防止瀏覽器指紋識別等攻擊）。
從版本1.2開始，Outline的Windows、macOS、Chrome OS、Android以及iOS客戶端界面上出現了'Beta'的字樣，有效地開始加密來自設備的所有流量。

## 評價
2018年3月，PCMag的Max Eddy表示，Outline VPN的預覽版本“非常容易使用（startlingly easy to use）”以及“消除了與VPN公司相關的隱私問題（removes privacy concerns associated with VPN companies）”。然而，Eddy批評該軟件沒有加密Windows上的所有流量，並警告用戶“與大型VPN公司相比，個人使用可能缺乏一些匿名性（individual use may lack some anonymity compared [to] large VPN companies）”。
Outline是唯一一款在中国大陆区的苹果App Store上架的代理工具。